# Doncaster Rovers Football Club 2011-2012
Questa pagina raccoglie i dati riguardanti il Doncaster Rovers Football Club nelle competizioni ufficiali della stagione 2011-2012.

## Rosa
| N. |                        | Ruolo | Calciatore     |
| -- | ---------------------- | ----- | -------------- |
| 1  | Inghilterra (bandiera) | P     | Ross Turnbull  |
| 2  | Inghilterra (bandiera) | D     | James O'Connor |
| 3  | Inghilterra (bandiera) | D     | George Friend  |
| 4  | Curaçao (bandiera)     | D     | Shelton Martis |
| 5  | Inghilterra (bandiera) | D     | Richard Naylor |
| 6  | Inghilterra (bandiera) | D     | James Chambers |
| 7  | Scozia (bandiera)      | C     | Martin Woods   |
| 9  | Inghilterra (bandiera) | A     | Chris Brown    |
| 10 | Inghilterra (bandiera) | A     | Billy Sharp    |
| 11 | Inghilterra (bandiera) | D     | Adam Lockwood  |
| 12 | Inghilterra (bandiera) | A     | James Hayter   |
| 13 | Inghilterra (bandiera) | A     | Ryan Mason     |
| 14 | Inghilterra (bandiera) | D     | Tommy Spurr    |
| 15 | Inghilterra (bandiera) | C     | Mark Wilson    |
| 16 | Galles (bandiera)      | C     | John Oster     |
| 17 | Inghilterra (bandiera) | C     | Giles Barnes   |
| 18 | Inghilterra (bandiera) | C     | Simon Gillett  |
| 20 | Inghilterra (bandiera) | D     | Oscar Radford  |
| 21 | Inghilterra (bandiera) | D     | Sam Hird       |

| N. |                        | Ruolo | Calciatore       |
| -- | ---------------------- | ----- | ---------------- |
| 23 | Inghilterra (bandiera) | C     | Kyle Bennett     |
| 24 | Inghilterra (bandiera) | D     | Mustapha Dumbuya |
| 25 | Inghilterra (bandiera) | C     | James Baxendale  |
| 26 | Inghilterra (bandiera) | C     | James Coppinger  |
| 27 | Slovacchia (bandiera)  | A     | Milan Lalkovič   |
| 29 | Algeria (bandiera)     | D     | Rachid Bouhenna  |
| 30 | Irlanda (bandiera)     | C     | Paul Keegan      |
| 33 | Inghilterra (bandiera) | P     | Gary Woods       |
| 34 | Inghilterra (bandiera) | D     | Eddie Wilding    |
| 35 | Inghilterra (bandiera) | C     | Brett Lucas      |
| 36 | Inghilterra (bandiera) | C     | Liam Wakefield   |
| 37 | Inghilterra (bandiera) | A     | Jordan Ball      |
| 38 | Inghilterra (bandiera) | P     | Jonathan Maxted  |
| 39 | Francia (bandiera)     | D     | Pascal Chimbonda |
| 40 | Inghilterra (bandiera) | D     | James Husband    |
| 41 | Senegal (bandiera)     | D     | Habib Beye       |
| 43 | Sudafrica (bandiera)   | D     | Bongani Khumalo  |